# Dorayaki
Dorayaki (japanisch どら焼き, ドラ焼き, 銅鑼焼き, ) ist eine Süßspeise (Wagashi) der japanischen Küche. Sie besteht aus zwei Eierkuchen, die mit süßer, roter Bohnenpaste (Azuki) gefüllt und, wenn frisch hergestellt, heiß serviert werden. Es gibt verschiedene regionale Füllungen wie zum Beispiel Kastanie, Kürbis, Matcha, selten auch Taro.

## Etymologie und Geschichte
Dorayaki wurden in ihrer heutigen Form 1914 in der Konditorei Usagi-ya in Tokio entwickelt. Der Namensteil dora bezeichnet, wörtlich übersetzt, einen kupfernen Gong, entsprechend der Form des Eierkuchens. Im Kansai werden Dorayaki Mikasa (三笠) oder Mikasayaki (三笠焼き) genannt, bezugnehmend auf den Berg Wakakusa (若草山 Wakakusa yama) – Alternativbezeichnung Mikasa yama (三笠山) – bei Nara, der umgangssprachlich Mikasa heißt.

## Trivia
- Im japanischen Populärmedium ist Dorayaki die Lieblingsspeise der Manga- bzw. Animefigur Doraemon.
- Dorayaki ist vergleichbar mit der süßen Dimsumspeise Doushabao (chin. 豆沙包,  dòushābāo – „gefüllter Hefekloß mit Bohnenpaste“), der chinesischen Küche, eine mit süßem Adzukibohnenpaste gefüllte Mehlspeise (Baozi).